# Norman Dello Joio (jinete)
Norman Adrian Dello Joio (Nueva York, 7 de junio de 1956) es un jinete estadounidense que compitió en la modalidad de salto ecuestre.
Participó en los Juegos Olímpicos de Barcelona 1992, obteniendo una medalla de bronce en la prueba individual y el quinto lugar por equipos. Ganó una medalla de oro en los Juegos Panamericanos de 1979, en la prueba por equipos.

## Palmarés internacional
| Juegos Olímpicos     | Juegos Olímpicos       | Juegos Olímpicos  | Juegos Olímpicos |
| Año                  | Lugar                  | Medalla           | Categoría        |
| -------------------- | ---------------------- | ----------------- | ---------------- |
| 1992                 | Barcelona (España)     | Medalla de bronce | Individual       |
| Juegos Panamericanos |                        |                   |                  |
| Año                  | Lugar                  | Medalla           | Categoría        |
| 1979                 | San Juan (Puerto Rico) | Medalla de oro    | Por equipos      |